# Anthony Bernard Paul
Anthony Bernard Paul (ur. 6 lipca 1956 w Alor Setar) – malezyjski duchowny rzymskokatolicki, od 2016 biskup Melaka-Johor.

## Życiorys
Święcenia kapłańskie przyjął 21 lipca 1989 i został inkardynowany do diecezji Penang. Pracował głównie jako duszpasterz parafialny, był także m.in. diecezjalnym duszpasterzem powołań (1996–1997), wikariuszem generalnym diecezji (1997–2000) oraz wikariuszem biskupim ds. duszpasterskich (2012–2015).
19 listopada 2015 otrzymał nominację na biskupa Melaka-Johor. Sakry biskupiej udzielił mu 12 stycznia 2016 jego poprzednik, bp Paul Tan Chee Ing.